# Charles Howard-Bury
Charles Kenneth Howard-Bury (15 août 1881 - 20 septembre 1963) est un militaire, explorateur, botaniste et homme politique britannique.
Militaire, il est en poste en Inde. Très intéressé par l'alpinisme depuis sa jeunesse, il participe à l'expédition britannique de reconnaissance à l'Everest de 1921 autorisée par le 13e dalaï-lama Thubten Gyatso et en tire le livre Mount Everest The Reconnaissance, 1921 (1922, publié en français un ans plus tard). Il est par la suite élu au Parlement britannique.

## Biographie

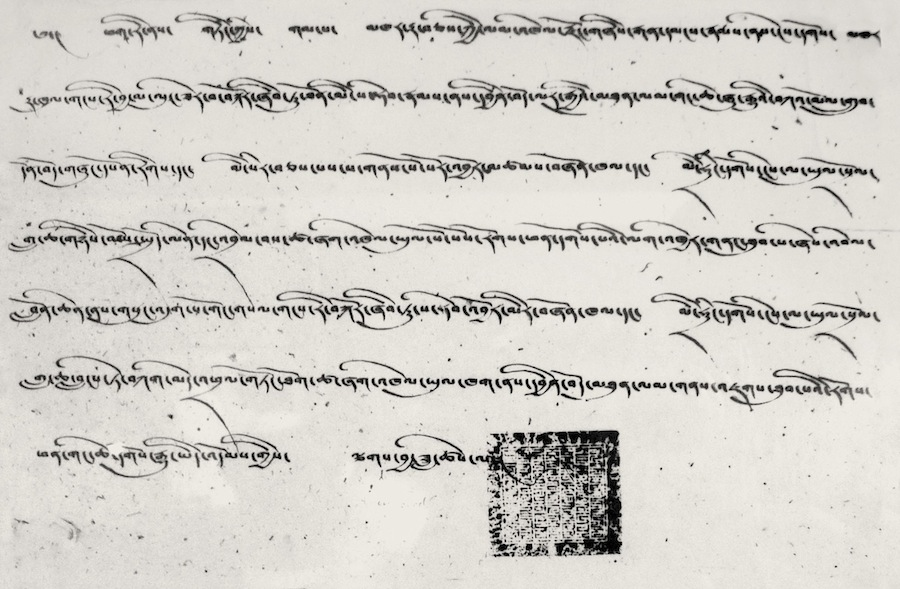
Passeport délivré à Charles Bell pour l'expédition britannique de reconnaissance à l'Everest de 1921 autorisée par le 13e dalaï-lama.

En 1905, Charles Howard Bury, après s'être coloré la peau avec du brou de noix et déguisé, entra au Tibet, traversant des cols élevés menant au Kailash.
Plus tard, il visita le Pamir et le Turkestan russe, le Cachemire et le Karakoram. Féru de sacré, il connaissait les travaux de Jiddu Krishnamurti et de Kahlil Gibran et rencontra des moines bouddhistes d'Angkor Wat, des grands prêtres et gardiens de sanctuaires en Chine et des mystiques du Tibet. En Inde, il longea les eaux du Gange en pèlerinage, en s'oignant d'huiles parfumées pour écouter les enseignements du sanskritiste Rewal à Badrinath. Dans une ville sacrée, il se fit une réputation pour avoir tué un tigre ayant dévoré 21 fakirs et sages.
Naturaliste et écrivain, il maîtrisait 27 langues asiatiques et européennes.
En 1913, Bury explora le Tian Shan durant six mois. Dans un marché, il acheta un ourson, qu'il surnomma Agu. Il le porta sur son cheval durant son expédition, et l'amena en Irlande dans son domaine à Belvedere, où il grandit et vécut dans l'arboretum. 
Bury participa à la Première Guerre mondiale, jusqu'à sa capture lors de l'offensive du printemps de 1918. Dans la Somme, il devint presque fou. Ayant reçu l'ordre de réaliser une tranchée de communication lors de la bataille du bois Delville, lui et ses hommes durent creuser non pas les sols crayeux de Picardie, mais des monceaux de cadavres, morts des deux côtés.
En 1921, menant l'expédition britannique de reconnaissance à l'Everest de 1921, il décida de faire un pèlerinage de 11 mois depuis Lhassa, parcourant 1 000 km vers Katmandou, en progressant à longueur de son corps en prosternation rituelle (gyangchag-tsallgen en tibétain). Pour Bury, ayant échappé à l'horreur de la Flandre, c'était l'affirmation d'un but religieux.
L'expédition atteignit son but, la ville de Tingri, juste après midi le 19 juin, exactement un mois et 582 km après avoir quitté Darjeeling.

## Œuvre
- À la Conquête du Mont-Everest[4], préface de Roland Bonaparte, traduction Georges Moreau, Paris, Payot & Cie, 1923.